# Хорошкевич, Иван Иванович
Ива́н Ива́нович Хорошке́вич (1790—1850) — олонецкий вице-губернатор (1841—1850), статский советник.

## Биография
Обучался в Черниговской губернской гимназии. С 1802 по 1807 гг. — в штате Черниговский поветового суда.
С 1813 г. — служил в министерстве финансов.
В 1817 г. в канцелярии Верховно- Грузинского правительства, судья в Тифлисском уездном суде.
С 1819 г. — экспедитор в канцелярии Санкт-Петербургского военного генерал-губернатора.
С 1831 г. — председатель Одесского коммерческого суда.
С 1838 г. — могилевский вице-губернатор.

С 1840 по 1841 гг. — олонецкий вице-губернатор.
С 1841 г. — председатель Минской казенной палаты
Умер в 1850 г. в поездке на Кавказские Минеральные Воды, около Пятигорска.

### Награды
- Орден Святого Владимира 4-й степени (1823);
- Орден Святой Анны 3-й степени (1826)
- Орден Святой Анны 2-й степени (1828)

## Семья
Жена — Наталья Семеновна Хорошкевич, дети — Петр, Виктор, Софья.